# Ammophila ferruginosa
Ammophila ferruginosa es una especie de avispa del género Ammophila, familia Sphecidae.

 Fue descrito por primera vez en 1865 por Cresson. 
Está distribuida en el oeste de los Estados Unidos.